# Сцена (журнал)
«Сцена» (фр. La Scène) — французький культурний журнал, що видається щоквартально. Є одним із засобів масової інформації у Франції.

## Історія
Журнал «Сцена» був створений Марком Ніколя у 1996 році. Видавництво журналу в даний час базується в Нанті, але його культурний вплив є міжнародним. Видавнича компанія «Міленіум Преса» стала першим ЗМІ, що створила журнал, мета якого інформувати акторів про культурне життя у світі . Крім того, сім'я журналу «Сцена» також має дочірні видання «La Lettre du Spectacle», «Le Jurisculture», «CultureMédias», «Juriscène». А також кожні два роки організовує захід для професійних акторів та сценаристів під назвою «BIS-Biennales Internationales du Spectacle», що проводить професійну підготовку діячів культури.
«Сцена» є першим джерелом інформації для артистів. Вона інформує про останні тенденції та новинки у світі музики, театру, танців, опери, цирку, і навіть вуличного мистецтва.
Із моменту свого створення, щороку журнал збільшував тираж та згодом почав видаватися у чотирьох нових форматах. Кольорова версія журналу остаточно сформувалася у 2004 році.
«Сцена» також видає численні спеціалізовані довідники у друкованому форматі та на CD-ROM.

## Інформаційне наповнення
«Сцена» дозволяє стежити за всіма новинами театрального життя і тенденціями в культурному світі. Це певний засіб аналізу, відображення й розуміння сценічного мистецтва, що дозволяє дізнатися про майбутні культурні проекти, активізувати свої контакти й збагатити свою адресну книгу.
У кожному випуску редакція пропонує велике досьє, звіти та інтерв'ю, інформаційні бюлетені, сторінки, що стосуються спектаклів та концертів. Журнал містить понад 200 сторінок.
Головний редактор — Сиріл Пласон.
Нова структура журналу була запущена з кінця 2011 року та дозволяє ознайомитися з новинами культурного світу.